# Área esteparia del este de Albacete
Área esteparia del este de Albacete este o arie protejată (arie de protecție specială avifaunistică — SPA) din Spania întinsă pe o suprafață de 25.687,86 ha, integral pe uscat.

## Localizare
Centrul sitului Área esteparia del este de Albacete este situat la coordonatele 38°55′19″N 1°22′50″W / 38.9219°N 1.3806°V.

## Înființare
Situl Área esteparia del este de Albacete a fost declarat arie de protecție specială avifaunistică în iulie 2005 pentru a proteja 1 specie de plante și 9 specii de animale.

## Biodiversitate
Situată în ecoregiunea mediteraneană, aria protejată conține 10 habitate naturale: Pășuni mediteraneene udate de apa mării (Juncetalia maritimi), Salicornia și alte specii anuale care populează regiunile mlăștinoase și nisipoase, Stepe sărăturate mediteraneene (Limonietalia), Pajiști umede mediteraneene cu ierburi înalte de Molinio-Holoschoenion, Ape puternic oligomezotrofe cu vegetație bentonică cu Chara spp., Mlaștini calcaroase cu Cladium mariscus și specii de Caricion davallianae, Iazuri temporare mediteraneene, Păduri de Quercus ilex și Quercus rotundifolia, Lande oro-mediteraneene cu formațiuni endemice de grozamă, Matorral arborescenți cu Juniperus spp..
La baza desemnării sitului se află mai multe specii protejate:
- plante (1): Lythrum flexuosum
- păsări (9): pasărea ogorului (Burhinus oedicnemus), Charadrius morinellus, erete cenușiu (Circus pygargus), Falco naumanni, dropie (Otis tarda), Pterocles alchata, Pterocles orientalis, turturică (Streptopelia turtur), spârcaci (Tetrax tetrax)

Pe lângă speciile protejate, pe teritoriul sitului au mai fost identificate 11 specii de plante.